# A Kuril-szigetek területi konfliktusa
Koordináták: é. sz. 44° 06′, k. h. 146° 42′44.100000°N 146.700000°E

A Kuril-szigetek a vitatott szigetekkel

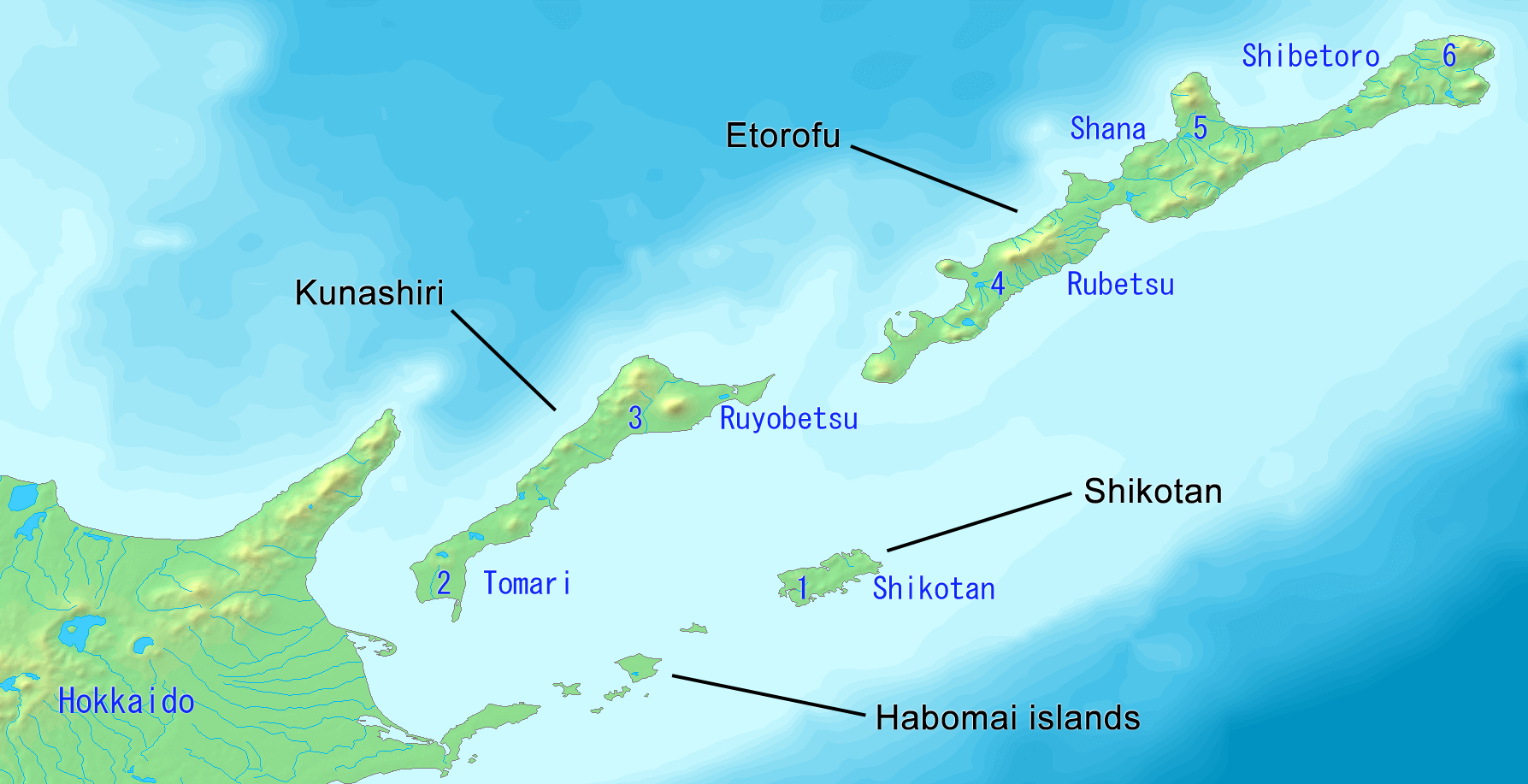
A vitatott hovatartozású szigetek: A. Habomai-szigetek B. Shikotan (Sikotan) C. Kunashiri (Kunasir) D. Etorofu (Iturup)

A Kuril-szigetek területi konfliktusa (oroszul: Спор о принадлежности Курильских островов [Szpor o prinadlezsnosztyi Kurilszkih osztrovov) más néven az északi tartományok konfliktusa (japánul: 北方領土問題, Hoppó Rjódo Mondai) Japán és Oroszország, valamint a Kuril-szigetek déli részén élő ajnuk közötti területi vita. A vitatott szigeteket, csakúgy, mint a Kuril-szigetlánc többi, e vitán kívüli szigetét, a második világháború végén szállta meg a szovjet hadsereg. A területek ma az oroszországi Szahalini terület Juzsno-kurilszki járáshoz tartoznak.
Japán azonban igényt tart a területre, és Északi Tartományok (北方領土, Hoppó Rjódó) vagy Dél Csisima (南千島, Minami Csisima) néven utal rájuk, és Hokkaidó prefektúra Nemuro alprefektúrájának részeként tartja számon.
A vita tárgyát képező szigetek:
- Iturup (oroszul:Итуруп [Iturup])—Etorofu sziget (japánul: 択捉島 Etorofu-tó)
- Kunasir (oroszul: Кунашир [Kunasir])—Kunasiri sziget (japánul: 国後島 Kunashiri-tó)
- Sikotan (oroszul: Шикотан [Sikotan])—Sikotan sziget (japánul: 色丹島 Shikotan-tó)
- Habomai sziklák (oroszul: острова Хабомаи [osztrova Habomai])—Habomai szigetek (japánul: 歯舞諸島 Habomai-shotó)

A vitában szereplő területet a nemzetközi sajtó és közvélemény gyakran tévesen Kuril-szigeteknek nevezi, pedig csak azok egy kis részéről van szó. Sőt a japán jogi érvelés egyik fő eleme az, hogy a vitatott területek tulajdonképpen nem is tartoznak a Kuril-szigetekhez, hanem Japán „északi területei”.

## Háttér

A Csendes-óceán térsége 1939-ben

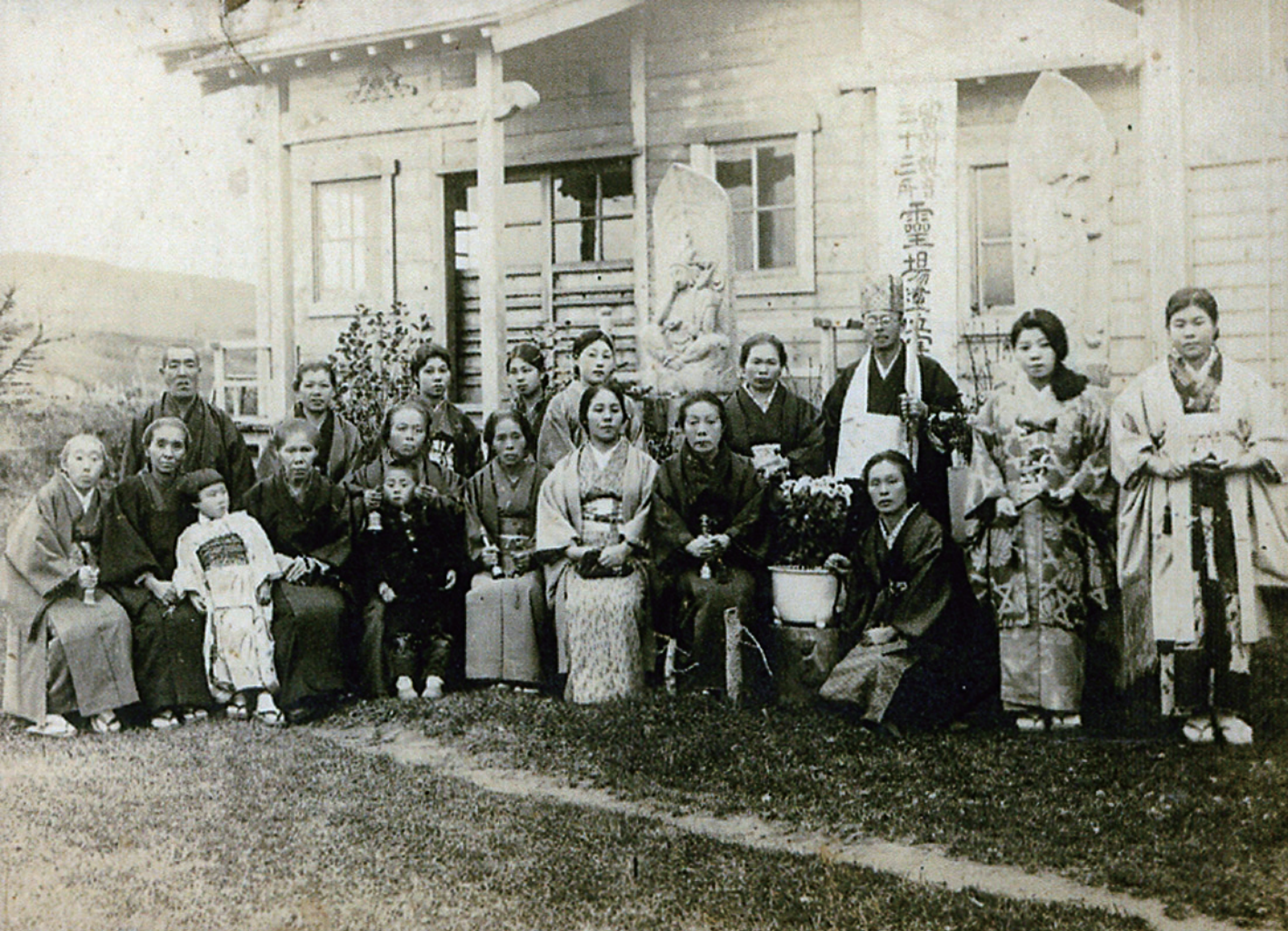
Iturup japán lakosai és egy buddhista templom (1939 előtt)

Az első egyezség Oroszország és Japán között az 1855-ös simodai megállapodás volt, mely megalapozta a két ország viszonyát. A szerződés második cikkében a következőt mondják ki: „A továbbiakban a két nemzetállam közötti határvonal az Etorofu és az Uruppu szigetek között helyezkedik el. Etorofu szigetének egésze Japánhoz fog tartozni, és a Kuril-szigetek, Uruppuval együtt orosz területeknek fognak minősülni.” Kunasiri, Sikotan és a Habomai-szigetek, melyek kivétel nélkül Etorofutól délre fekszenek, nem kerülnek egyértelműen említésre a megállapodásban, így abban az időben Japán részének tekintették, melynek semmi köze az említett konfliktushoz. A konferencián meghatározták azt is, hogy Szahalin/Karafuto továbbra is egységes lesz, és közösen birtokolt terület marad.
1875-ben a szentpétervári megállapodásban a két fél a következőben egyezett meg: Japán hivatalosan lemond Szahalin megszerzéséről, cserébe Oroszország átengedi a Kuril-szigetek egészét Japánnak.
Az 1904–1905 évi orosz–japán háború valóságos katonai katasztrófa volt Oroszország számára, olyannyira, hogy az ezt követő portsmouthi béketárgyaláson leszögezték, hogy a háború végén Szahalin déli része Japánhoz kerül.
Habár az az októberi forradalmat követően, az oroszországi polgárháború idején Japán megszállta Oroszország egyes távol-keleti részeit, később nem tudták ezen területeket megtartani, és az 1920-as évek közepére a japánok teljesen el is hagyták ezt a régiót.
Az 1939-es halhín-goli csatától, – mely véget vetett a szovjet–japán államhatár konfliktusoknak – egészen 1945. augusztus 8-áig – amikor is a Szovjetunió hadat üzent Japánnak (Mandzsúriai hadműveletek) – gyakorlatilag nem volt érdemleges ellenségeskedés a Szovjetunió és a Japán Birodalom között. A szovjet–japán megnemtámadási szerződést 1941. április 13-án írták alá Moszkvában, viszont ezt a Szovjetunió 1945-ben megszegte. 1945. augusztus 14-én Japán elfogadta a potsdami megállapodásban foglaltakat, ezzel elismerve feltétel nélküli kapitulálását. A szovjetek augusztus 18-án megkezdték a Kuril-szigetek megszállását, mellyel szeptember 3-ra végeztek is. A japán lakosokat 2 évvel később hazatelepítették.

## A modern konfliktus

### Második világháborús egyezmények
A jelenlegi vita a második világháború és az azt követő béketárgyalások értelmezésekor alakult ki. Ide sorolható a jaltai konferencia, a potsdami nyilatkozat és a San Franciscó-i béke. A jaltai megállapodás, melyet az Egyesült Államok, Nagy Britannia és a Szovjetunió is aláírt, a következőt mondja ki:
A három szuperhatalom vezetői megállapodtak abban,hogy 2 vagy 3 hónappal azután,hogy Németország kapitulál, és a háború befejeződik Európában, a Szovjetunió belép a Japán elleni háborúba a Szövetségesek oldalán a következő feltételekkel: ... 2. Oroszország korábbi jogai, melyet Japán az 1904-es támadásával szegett meg, helyreállnak. ... Szahalin déli része és a környékbeli szigetek visszakerülnek a Szovjetunióhoz. 3. A Kuril-szigetek szovjet fennhatóság alá kerülnek.
Az Egyesült Államok és Japán azt állítja, hogy a jaltai megállapodásban foglaltak nem vonatkoznak az Északi Területekre, mivel azok nem tartoznak a Kuril-szigetekhez, való igaz, hogy hagyományosan az Egyesült Államokbeli geográfusok is többnyire ehhez a lánchoz sorolják a vitatott hovatartozású szigeteket. A Pacific Affairs című folyóirat egy 1998-as számában Bruce Elleman, Michael Nichols és Matthew Ouimet arról írnak, hogy az Egyesült Államok tulajdonképpen soha nem fogadta el a Kuril-szigetek egészének átruházását a Szovjetunióra, és Jalta után szimplán támogatta, hogy Moszkva és Tokió egy mindkét fél számára elfogadható megoldás megtalálásért tárgyaljanak, és természetesen az USA is támogatta volna a vita, hasonlóan békés lefolytatását a Kuril-szigetekkel kapcsolatban. Hogy ezt bizonyítsák, a folyóirat ugyanezen száma (494. oldal) Harry S. Truman egy Sztálinhoz írt 1945. augusztus 27-i leveléből idéz: „Ön szemmel láthatóan félreértette az üzenetem [a Kuril-szigetekkel kapcsolatban] ... Nem a Szovjet Köztársaság valamely területéről beszéltem. A Kuril-szigetekről beszéltem, mely japán terület, és amely vitáit békés úton kell lefolytatni.” A Szovjetunió – és különösen Oroszország – visszautasította ezt az álláspontot.
A potsdami egyezmény a következőket állítja a japán területekkel kapcsolatban: „8. A kairói megállapodás feltételeit végre kell hajtani, és Japán szuverenitását Honsúra, Hokkaidóra, Kjúsúra és Sikokura, valamint néhány általunk meghatározott kisebb szigetre kell korlátozni.” Az Északi Területeket tartalmazó szigetek nem kerülnek említésre a listában, azonban az USA azt mondja, hogy az „általunk meghatározott kisebb szigetek” kifejezés egyértelműen ezen Északi Területekre utal.
Az 1943-as kairói megállapodás nem említi egyértelműen a Kuril-szigetek, viszont kimondja: „Japán el lesz zárva azon területektől, melyekre kapzsiság és erőszak nyomán tettek szert.”
Japán erre azt válaszolta, hogy a kairói és a potsdami megállapodás olyan szigetekről beszél, mely tulajdonképpen soha nem tartozott Oroszországhoz, és kizárólag 1855-től, a két ország diplomáciai kapcsolatának helyreállítása után kezdte el érdekelni a terület Oroszországot, így ezen szigeteket Japán nem „kapzsiság és erőszak nyomán” szerezte meg.

### A jaltai konferencia

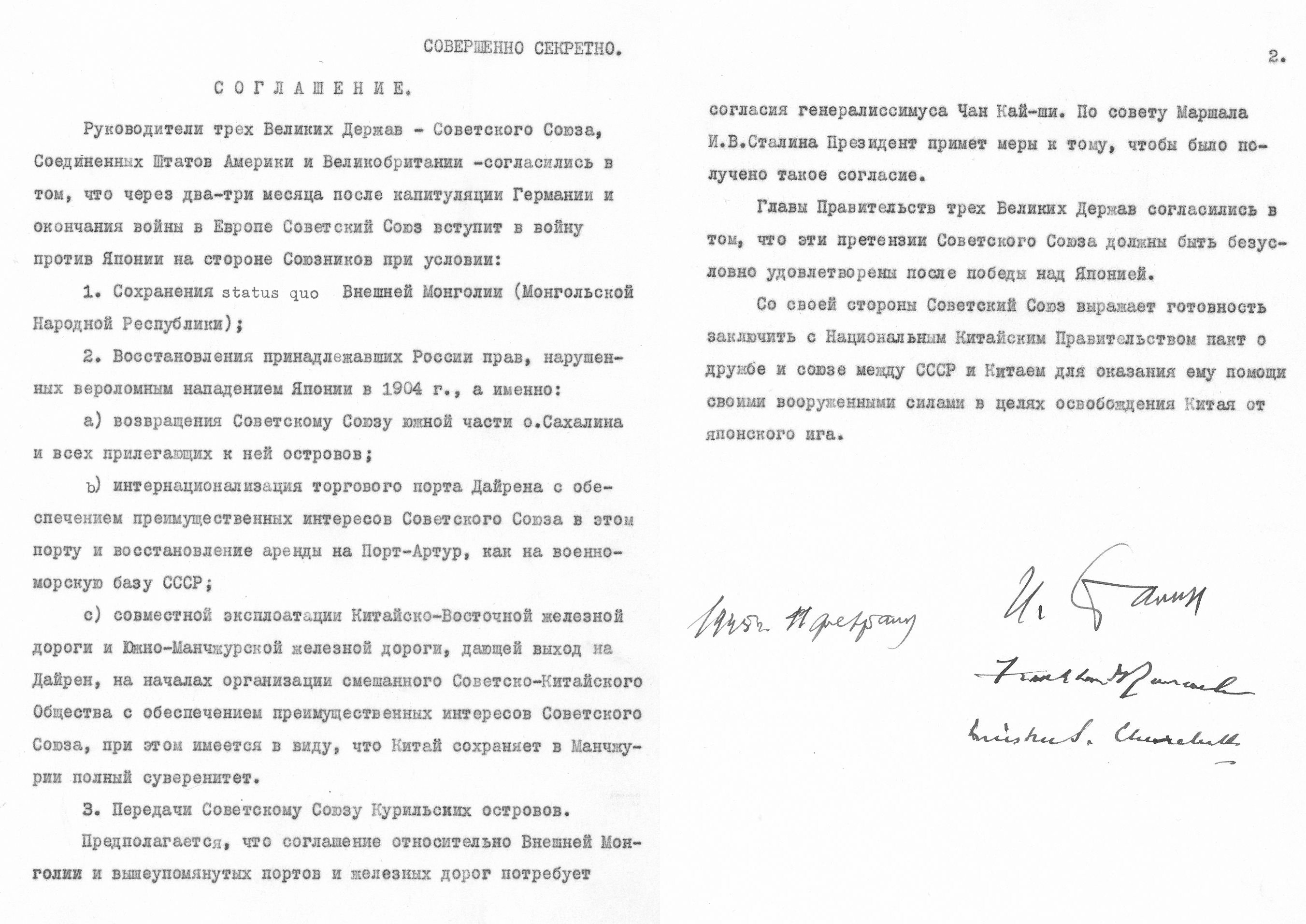
A megállapodási szerződés melléklete a Szovjetunió Japán elleni hadba lépéséről

A jaltai konferencia Kuril-szigetekről szóló része. (Angol verzió)
Page 1
Page 2
A jaltai megállapodás egy különálló dokumentuma döntött a Távol-Kelet sorsáról.
Franklin D. Roosevelt, amerikai elnök azt szerette volna,ha a Szovjetunió belép a csendes-óceáni háborúba a szövetségesek oldalán. Az egyik szovjet előfeltétel az volt, hogy Amerikának el kellett ismernie Mongólia függetlenségét Kínától (a Mongol Népköztársaság már az első és a második világháborúban is a Szovjetunió egyik bábállama volt), és a szovjet érdekeltséget a mandzsúriai vasúthálózat, és Port Arthur felé (anélkül, hogy Kínától engedélyt kértek volna), valamint hozzá kellett járulniuk, hogy Oroszország ismét ellenőrzése alá vonja Szahalint és a Kuril-szigeteket; ezek Kína beleegyezése nélkül is elfogadásra kerültek, hiszen az Egyesült Államok mihamarabb csökkenteni szerette volna veszteségeit, azzal, hogy véget vet a háborúnak. Sztálin beleegyezett, hogy Németország veresége után 3 hónappal belép a csendes-óceáni háborúba, mindemellett Sztálin biztosította Rooseveltet arról, hogy, ha a Szovjetunió részt vesz a Japán elleni harcban, a Koreai-félsziget érintetlen marad.

### A San Franciscó-i békeszerződés
Az Amerikai Egyesült Államok és a Szovjetunió közötti vita a Kuril-szigetek ügyében az 1951-es San Franciscó-i tárgyaláson kezdődött. Az esemény valójában egy hagyományos béketárgyalásnak indult Japán és a Szövetséges Erők között. Ekkorra már javában zajlott a hidegháború, és ennek következtében jelentősen megváltozott az USA viszonya a jaltai és a potsdami megállapodáshoz. Az Egyesült Államok álláspontja szerint a potsdami megállapodásban foglaltaknak elsőbbséget kellene élveznie, míg a jaltai egyezményhez nem szükséges szigorúan ragaszkodni.
A Szovjetunió vehemensen tiltakozott, és azt követelte, hogy az USA tartsa magát a Jaltán tett ígéretekhez, ha valóban szeretnék, hogy a szovjetek belépjenek a Japán elleni háborúba. A nézeteltérés egy különálló pontja az volt, hogy ugyan Japán lemondott Dél-Szahalin és a Kuril-szigetek ellenőrzési jogáról, azonban a szerződés nem mondja ki világosan, hogy Japán elismeri a Szovjetuniót ezen területek jogos tulajdonosának.
A San Franciscó-i megállapodást 49 állam írta alá 1951. szeptember 8-án, ide tartozik többek Japán és az Egyesült Államok is.
A 2c cikkely állítja:
„Japán az 1905. szeptember 5-i portsmouthi béke következményeképpen lemond a Kuril-szigetekről, valamint Szahalin déli részéről.”
A State Department később világossá tette, hogy a Habomai-szigetek és Sikotan Hokkaidó részének tekinthetőek, így Japán jogosultsága megkérdőjelezhetetlen. Nagy Britannia és az Egyesült Államok megegyezett abban, hogy azon nemzetek, melyek nem írták alá a San Franciscó-i szerződést, nem tartják jogosultnak a Szovjetuniót ezen területek birtoklására, ebből adódóan nem is ismerik el a Kuril-szigeteket, mint szovjet területet.
A Szovjetunió nem volt hajlandó aláírni a megállapodást, és közölték, hogy a Kuril-szigetek ügye volt az egyik oka annak, hogy ellenezték a megállapodást. Habár mind a japán kormány és a japán média nagy része állította, hogy az 1951-es San Franciscó-i békekonferencia előtt Japáné volt a Kunasir, Etorofu, Sikotan és a Habomai-szigetek gyakorlatilag nem a Kuril-szigetekhez tartoztak, és ezekre nem vonatkoznak a 2c cikkely sorai. Ezen megállapítást természetesen vitatta Oroszország és néhány nyugati történész is. A The Japan Times című napilap egy 2005-ös kiadásában Gregory Clark újságíró arról ír, hogy néhány 1951-es Japán nyilatkozat, térkép és dokumentum, továbbá John Foster Dulles, a San Franciscó-i békén megjelent Egyesült Államokbeli delegáció vezetőjének nyilatkozata világossá teszi, hogy Japán és az USA is a Kuril-szigetek részeként tekintett Etorofura és Kunisirre.
Egy 2001-ben kiadott könyvben, Seokwoo Lee, koreai jogász, egy, az 1951. október 19-i Japán Országgyűlésen elhangzott kijelentést idéz, melyet Kumao Nisimura, a Japán Külügyminisztérium Szerződésügyi Irodájának igazgatója tett, miszerint mind Kunasir, mind Etorofu sziget a Kuril-szigetlánc tagja, így a San Franciscó-i szerződés teljes mértékben vonatkozik rá.
1952. április 28-án az Egyesült Államokban a felsőház törvénybe iktatta a San Franciscó-i béketárgyalással kapcsolatos határozatot, melyben kimondják, hogy a Szovjetuniónak nincs létjogosultsága a Kuril-szigetek ellenőrzésére.
Az USA azt támogatja, hogy amíg nem fejeződnek be a béketárgyalások a két hatalom között, addig az Északi Területek japán kezén maradnak, orosz irányítással.

### 1956-os szovjet–japán bejelentés
Az 1956-os szovjet–japán béketárgyalások alkalmával a szovjetek felajánlották Japán számára, hogy Sikotant és Habomait hajlandóak átengedni, annak érdekében, hogy rendezzék viszonyukat. Az utolsó konferenciák idejére Japán elfogadta, hogy Kunasir és Iturup a Szovjetunió kezén marad, viszont a másik fél által ígért két sziget visszakerül hozzájuk. Az Egyesült Államok kormánya azonban megakadályozta, hogy hivatalossá váljon a megegyezés, és figyelmeztette Japánt, hogy amennyiben Sikotan és Habomai szigetekért cserében felhagy a többi szigetek birtoklási igényével, az egyben azt is jelentené, hogy Okinava továbbra is amerikai ellenőrzés alatt marad.
Mindazonáltal 1956. október 19-én Moszkvában megfogalmazták a szovjet–japán közös megállapodást. Ez véget vetett a két ország közötti háborús helyzetnek, amely tulajdonképpen 1945. augusztusa után is továbbélt.
Habár a szerződés 9. cikkelye azt állítja: A Szovjetunió és Japán megegyezett abban, hogy miután sikerül stabilizálni kettejük diplomáciai kapcsolatát, további tárgyalásokkal számolnak majd. „A szovjetek átgondolják a helyzetet, és a Japán Állam érdekeit is figyelembe veszik, ennek eredményeképp hajlandóak Sikotant és Habomait Japán számára átengedni, valamint biztosítják őket arról, hogy a tárgyalás végével kezdetét veszi a megállapodásban foglaltak végrehajtása.”

#### Vita a Kuril-szigetlánc összetételéről
A Japán békeszerződés 2c cikkelyében foglalt kérdés, amely azt firtatja, hogy vajon tagja-e a Kuril-szigetláncnak Etorofu és Kunasir, továbbra is a konfliktus egyik legmeghatározóbb témája maradt. Az 1956-os moszkvai tárgyalásokat is megjárt korábbi Japán diplomata, 1966-ban kiadott könyve is arról számol be, hogy Etorofu és Kunasir nem tartozik az említett szigetcsoporthoz, és az 1956-os egyezmények nem fedik ezen területeket.
A Szovjetunió nem fogadta el ezen nézőpontot, és ugyanígy Oroszország azóta is fenntartja ezen véleményét.

### 21. századi fejlemények
A két oldal helyzete nem változott érdemlegesen az 1956-os tárgyalások és békekötések óta.
Az Európai Parlamentben 2005. július 7-én kezdeményezték a szigetek hovatartozásáról szóló viták és tárgyalások újrakezdését, mely ellen Oroszország azonnali tiltakozásba kezdett.
2006-ban az Orosz Parlament és Vlagyimir Putyin felajánlotta Japán számára Sikotant és Habomait, (ez a vitatott területek mindössze 6%-át teszi ki) abban az esetben, ha Japán hajlandó lesz végleg lemondani a másik két szigetről (Kunasir és Iturup), az 1956-os megegyezésekre vonatkozóan, melyek valóban az imént említett szigetek Japánhoz történő visszaállítását ígérték.
Japán arra az esetre, ha Putyin valóban megteszi ezt a lépést, nagyfokú erőforrásokat helyezett készenlétbe a szigetek gazdaságának fellendítése érdekében, és több segélycsomagot is küldött. Habár 2007-re a sziget lakosainak számára érezhetővé vált az ezekből származó haszon, (legfőképp a halászat és a halfeldolgozó ipar lendült fel), a területek átengedése a mai napig nem történt meg, ebből következik, hogy Japán szünetelteti a gazdasági segítségnyújtást.
2008. február 7-én a Reuters közzétette, hogy Fukuda Jaszuo, japán miniszterelnök állítása szerint levelet kapott Vlagyimir Putyintól, melyben az orosz elnök kifejezi a tárgyalási szándékát, valamint az engedményadásra történő hajlandóságát.
A Kuril-szigetekről szóló vitát súlyosbította egy 2008. július 16-i esemény, amikor is Japánban megjelent egy iskolásoknak szóló tankönyv, mely a dél-kurili területeket egyértelműen, és pontosan Japán részeként említi. Erre válaszul az orosz külügyminisztérium azt nyilatkozta, hogy „ez az akció nincs jó hatással sem a két ország közötti kapcsolatokra, sem a vita ügyében való előrehaladásra”, majd ezt követően Oroszország újra megerősítette a terület ellenőrzését.
2009. február 18-án Aszó Taró, japán miniszterelnök és Dmitrij Anatoljevics Medvegyev Szahalinban találkoztak, egy újabb tárgyalás keretein belül. Aszó a beszélgetések után azt mondta, hogy megegyeztek a folyamatok felgyorsításában és a kettejük viszonyának helyreállításában, és a jövőben mindketten szeretnének pontot tenni az ügy végére.

#### Vízumproblémák
Oroszország számos engedményt adott Japán számára a vitában. Többek között lehetővé tették a vízummentes utazást a Kuril-szigetekre a japán lakosok számára, illetve a japán halászok számára nyitva állnak, a már Oroszországhoz tartozó környékbeli vizek is.
A Kuril régió orosz vezetője azonban bejelentette az utazással kapcsolatos engedmények szigorítását, ezt követően több incidens is történt, 2006-ban például az orosz partiőrség tüzet nyitott egy japán halászhajóra, amiért illegálisan halászott az orosz vizeken (1 halász veszítette életét).

#### Medvegyev elnök látogatása

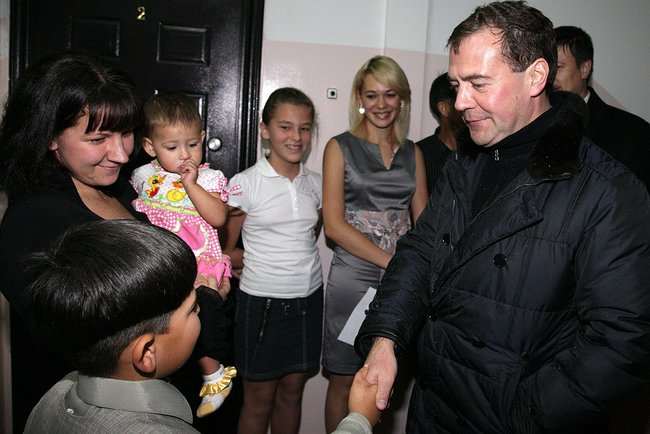
Medvegyev elnök Kuril-szigeteki lakosokat látogat 2010. november 1-jén

Dmitrij Medvegyev orosz elnök 2010. szeptember 29-én, miután nyilvánossá tette Kuril-szigeteki látogatási szándékát, illetve Dél-Kurilt – a Reuters idézete szerint – „országa egy fontos régiójaként” utalt rá. A japán külügyminisztérium kritizálta, és sajnálatosnak nevezte Medvegyev kijelentését. November 1-jén Medvegyev Kunasirre utazott, ami nagy visszhangra talált Japánban. Az elnök látogatását Moszkvában egy jelzésnek vették Japán felé, miszerint a szigetekkel kapcsolatos igencsak sajátos diplomáciája nem fog eredményhez vezetni. Kan Naoto japán miniszterelnök „megengedhetetlen gorombaságnak” nevezte a látogatást, és azonnali hatállyal értesítette moszkvai nagykövetét. November 2-án Szergej Lavrov, orosz külügyminiszter bejelentette, hogy Medvegyev további látogatásokat tervez, annak ellenére, hogy Tokióból számos figyelmeztetést kapott.

#### A védelem megerősítése
2011. február 10-én Medvegyev elnök fejlett fegyvereket rendelt a Kuril-szigetekre azzal a céllal, hogy ezen fegyvertelepítéssel „bebiztosítsa a szigetek biztonságát, hiszen azok Oroszország szerves részei”. A Kuril-szigeteki légvédelmi lövegek betelepítéséről szóló határozatot február 15-én tették közzé. A Russia Today című televíziós hírcsatorna egy hivatalos forrásból származó hírt közölt, nevezetesen, hogy a 18-as számú Tüzérségi Osztályt, a továbbiakban egy motorizált gyalogos hadosztály is segíteni fogja, valamint S-400 SAM légvédelmi rendszerekkel is ki szeretnék bővíteni a szigetcsoport védelmét. Az orosz hadsereg szintén nyilvánosságra hozta az új Misztral-osztályú partraszállító hajók, valamint egy Sztyereguscsij-osztályú korvett kirendelését a Csendes-óceáni Flottába, annak érdekében, hogy minél nagyobb haderő álljon rendelkezésre egy esetleges támadás esetén. 2011 januárjában Oroszország 4 ilyen hajót szeretett volna vásárolni Franciaországtól, azonban a tárgyalások megszakadtak.
2016. március 25-én Szergej Sojgu, orosz védelmi miniszter bejelentette, hogy Iturup Kunasir felőli „bástyáján” Bal típusú rakétarendszer kerül elhelyezésre, valamint Eleron-3 pilóta nélküli repülőgépek is állomásozására is számíthatunk 2016-tól.

#### Orosz vadászgépek behatolása
2013. február 7-én orosz Szu–27 vadászgépek léptek Japán tengeri légterébe Hokkaidótól nem messze. Erre válaszul Japán készenlétbe állította légvédelmét. Oroszország rendszeresen indított járőröket a Kuril-szigetek felé, és az orosz légierő szóvivője biztosan állította, hogy gépeik nem repültek japán terület fölé. 2008 óta ez volt az első behatolás japán légtérbe.

#### Abe Sinzó 2013-as moszkvai látogatása
Abe Sinzó, japán miniszterelnök, miután megnyerte a 2012-es japán választásokat, ígéretet tett arról, hogy újra fogja kezdeni a tárgyalásokat a vitatott szigetekkel kapcsolatban. 2013 áprilisának végén Abe Sinzó Moszkvába látogatott egy Vlagyimir Putyinnal lefolytatandó vita miatt. „Az együttműködés lehetősége sajnos nem vált egyértelművé, szükségesnek érzem a két ország együttműködésének fellendítését.” Hozzátette, szeretne a közeljövőben egy jó személyes viszonyt kialakítani az orosz elnökkel, hiszen ez fontos lehet a későbbi viták lefolytatásakor is.

## Jelenlegi kilátások

### A konfliktus Japán szemszögéből
Japán jelenlegi álláspontját a Japán Külügyminisztériumban határozták meg:
- A kairói és a potsdami megállapodásban foglaltak nem vonatkoznak az Északi Területekre, mivel azok 1904-05 előtt soha nem tartoztak Oroszországhoz.
- Oroszország soha korábban nem tartott igényt ezen területekre, azelőtt, hogy 1855-ben a két ország diplomácia kapcsolatba lépett. Emiatt ezen szigeteket Japán nem „kapzsiság és erőszak” nyomán szerezte meg.
- A Jaltai Megállapodás „nem hozott végső megoldást a problémára, nem volt több, mint a Szövetséges Erők hatalmának háború utáni megszilárdítása. Továbbá Japánt nem korlátozhatja egy dokumentum, amit alá sem írt.”
- A Szovjetunió 1945-ös hadba lépésével megsértette a szovjet–japán megnemtámadási egyezményt, és a sziget megszállása is nemzetközi jogokba ütközött.
- Habár a San Franciscó-i béke 2c cikkelye világossá teszi, hogy Japán lemond minden Kuril-szigetekkel kapcsolatos jogáról, Kunasir, Etorofu, Sikotan és a Habomai sziklák nem tartoznak ide, így ezen szigetek birtoklásához joguk van. Továbbá ezen megállapodást a Szovjetunió sem írta alá.

#### A közvélemény álláspontja Japánban

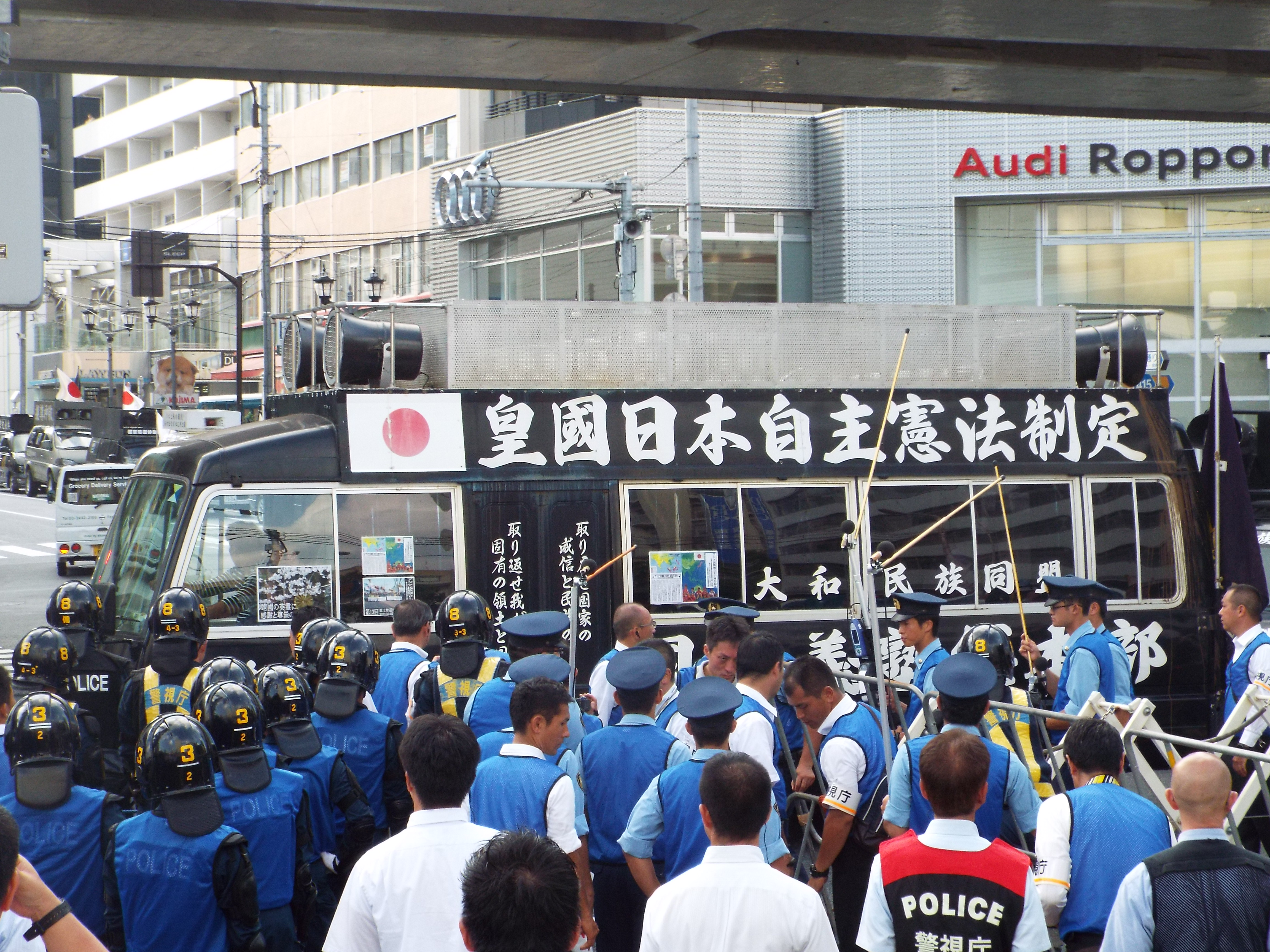
Szélsőjobboldali megmozdulás alkalmával egy kamion provokálja a japán rendőrséget az orosz nagykövetség előtt 2015. augusztus 9-én

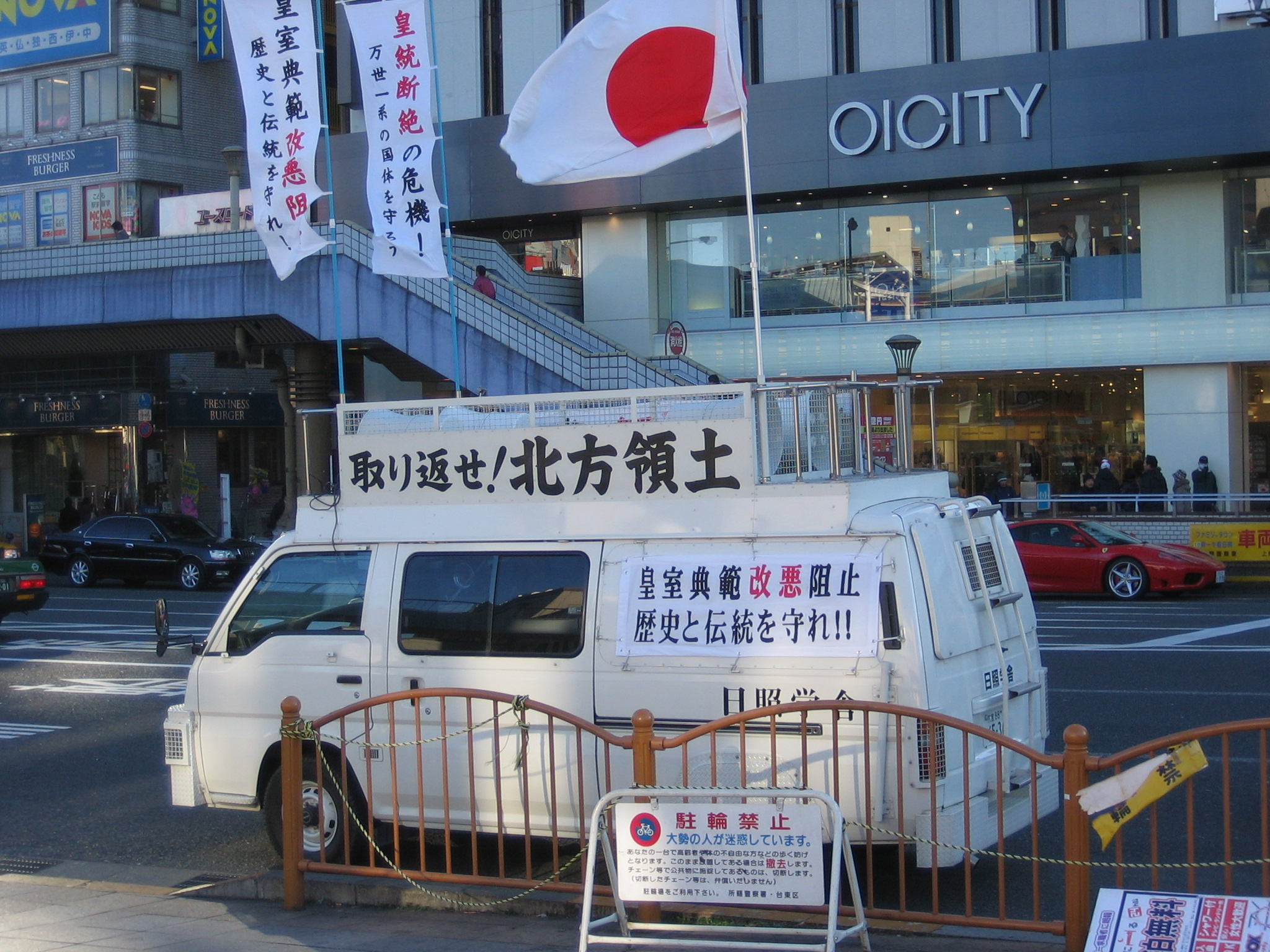
Szélsőjobb oldali megmozdulás egy bevásárlóközpont előtt

Japánban számos aktivistacsoport működik együtt helyi és nemzetközi szervezetekkel annak érdekében, hogy meggyőzzék a japán társadalmat arról, hogy a Kuril-szigeteknek nem volna szabad Oroszországhoz tartozni. Kendzsiró Szuzuki alapvítányának költségvetése 2008-ra elérte a 187 millió jent.

### A konfliktus Oroszország szemszögéből
Moszkva azon a véleményen van, hogy a Kuril-szigetek, és a japánok által Északi Területeknek nevezett földek a második világháborút követő békék eredményeképpen kerültek Oroszországhoz, így nem is kérdéses,hogy ki a szigetek jogos birtoklója.
- A jaltai megállapodás egyértelműen a Szovjetuniónak adja a Kuril-szigeteket, melynek kötelezettségeit és birtoklási jogait fenntartotta.
- Oroszország a Szovjetuniótól örökölte a szigetek birtoklási jogát, mint a korábbi birodalom elsőszámú utódállama, és ezt nemzetközi szinten sem vitatják.
- Japán kijelentései, sem földrajzilag, sem történelmileg nem támaszthatók alá, és ezek csak Tokió kapzsi terjeszkedési vágyát bizonyítják.

Oroszország azt mondja, hogy nyitott egy békés, mindkét fél számára elfogadható megoldás keresésére, azonban az ő igényeik továbbra sem lesznek kérdésesek. Más szóval, Japánnak előbb kell ismernie, hogy a területek jogosan tartoznak az oroszokhoz, és azután, tárgyalások mentén lehet engedésre bírni Putyint.
A területek mindkét fél számára fontosak lehetnek, mind gazdaságilag, mind hadügyileg (elég a természeti erőforrásokra, valamint a szigetek katonai és hajózási szempontból nézett kiváló elhelyezkedésére gondolnunk). A szigetvilág különösen fontos Oroszország számára, hiszen ezen a területen, a Csendes-óceáni flotta hajózás szempontjából az év minden napján igénybe veheti a környékbeli vizeket, hiszen a tenger itt télen sem fagy be, valamint katonai támaszpontok és védelmi rendszerek létesítére igencsak alkalmasak ezen szigetek. Amennyiben elvesztenék az irányítást a szigetek fölött, az nagy problémát jelentene, hiszen az esetben csökkenne a befolyásuk az Ohotszki-tengeren, annak ellenére, hogy ha Japán minden általa kívánt területet megszerez, a szigetlánc északi része továbbra is orosz kézen maradna.

#### A közvélemény álláspontja Oroszországban
Oroszországban a lakosság döntő többsége és a közmédia sem érzi jogosnak Japán, orosz területeket is érintő terjeszkedési igényét. A legáltalánosabb nézőpont, hogy Oroszország a második világháborúban szerezte meg a Kuril-szigetek birtoklási jogát, és azóta jogosult a vitatott területek ellenőrzésére, a szigetlánc korábbi történelmétől függetlenül. Sokan azon a véleményen vannak, hogy a szigetek megszerzése csupán a második világháború alatt meghozott áldozatok jutalma, valamint a Szövetségesektől származó ajándék a Japán elleni hadba lépésért cserébe. Az orosz nép véleménye a 2000-es években vált egyre inkább egyhangúvá. Egy 2009-ben kiadott tanulmány szerint a megkérdezettek 89%-a nem értett egyet Japánnal, ellentétben az 1994-ben közzétett felméréssel, melyben ez az arány mindössze 76%. Mindemellett létrejött az úgynevezett Zemljak mozgalom, amely a szigetek átengedését támogatja.

### A konfliktus az ajnuk szemszögéből

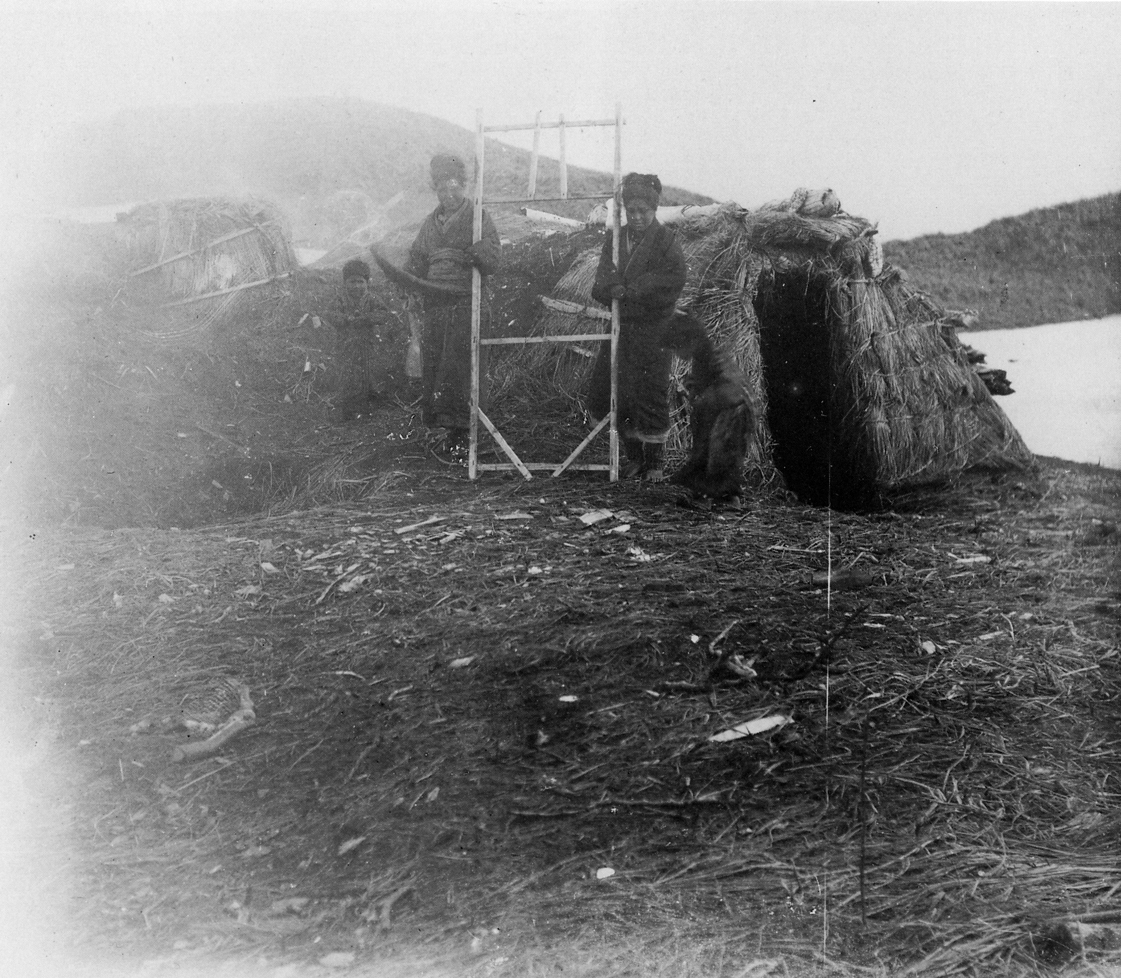
Az Ajnuk voltak a Kuril-szigetek őslakosai

Az ajnuk is rendszeresen jelzik igényüket a területekkel kapcsolatban, azon az alapon, hogy ők a Kuril-szigetlánc és a Szahalin környéki szigetvilág őslakosai, és ők csupán az áldozatai mind Oroszország, mind Japán 19. századi terjeszkedésének.
2004-ben a Kamcsatkán élő ajnu közösség levelet írt Vlagyimir Putyinnak, melyben arra kérték, hogy fontolja meg újra a Dél-Kurili szigetek átengedését Japánnak. Az ajnuk a japánokat, az orosz cáristákat és a szovjeteket okolták azért, hogy elnyomták a népüket, valamint azt követelték, hogy Putyin ismerje el a japánok által elkövetett ajnu népirtást, melynek valódi megtörténtét tagadták.

## Nehézségek

### A két fél érdekei
2016. május 5-én a két állam küldöttei Moszkvában üléseztek, azzal a céllal, hogy talán sikerül dűlőre jutni az ügyben, és megtalálják a mindkét fél számára elfogadható megoldást. Május végéhez közeledve Szergej Sojgu, Orosz Védelmi Miniszter azt nyilatkozta, hogy Oroszország készen áll megvédeni a területeket a légtérbe repülő idegen gépektől a fő szigetek mentén történő védelmi rendszerek elhelyezésével, mitöbb 2015. június 8-án a Védelmi Minisztérium sürgette a hadi infrastruktúra és a konstrukciók mielőbbi tökéletesítését Iturupon és Kunasiron. Ezen hírek egy új elégedetlenségi hullámot indítottak japán szerte. Ugyan Japán hevesen tiltakozott az oroszok hasonló tevékenységei ellen, ez semmilyen biztató jelet nem mutatott, afelé, hogy Oroszország hajlandó lenne változtatni elképzelésein.

#### Politikai és stratégiai nehézségek
Az Orosz Kormány viszonylag gyakorta hangoztatja, hogy Kuril-szigetek között található két tengeri öböl, Friz és Jekatyerina, melyek Iturup északi és déli partja közelében találhatóak, és amelyek télen is jégmentesek maradnak (október végétől júliusig). Ezek különösen fontosak Oroszország számára, hiszen ezen a két öblön keresztül érhető el a Csendes-óceán az Ohotszki-tengertől az év imént említett szakaszában. Egy japán internetes forrás arról számol be, hogy az infratstruktúra fejlesztés, mely tavaszát éli a Kuril-szigeteken, az "Északi-Tengeri Út" terv része lehet (egy tengeri útvonal létrehozása a Kara- és a Jeges-tenger, valamint a Csendes-óceán között). A forrás szerint az útvonal Oroszországé lehet, annak ellenére, hogy csökkent a hatalma a Csendes-óceánon az elmúlt évtizedekben. Egy másik szemszögből nézve pedig a Kuril-szigetek japán irányítás alá kerülése további területi konfliktusokat okozhat Oroszország és más államok között.

#### Természeti erőforrások
A Kuril-szigeteken hozzávetőlegesen 2000 tonna arany, 10 000 tonna ezüst, földgáz és kőolaj is található; mindemellett itt található a világ legnagyobb – bár gazdaságosan ki nem termelhető – rénium-lelőhelye. Mindkét hatalom hozzá szeretne jutni ezekhez az erőforrásokhoz, hogy ebből profitáljon. Különösen a japánok, hiszen Japán meglehetősen szegény természeti erőforrásokban, így ez minden bizonnyal jó hatással lehet a gazdaságra.